# Trichopteryx
Trichopteryx és un gènere de plantes de la família de les poàcies, ordre de les poals, subclasse de les commelínides, classe de les liliòpsides, divisió dels magnoliofitins.

## Taxonomia
- Trichopteryx acuminata
- Trichopteryx ambiens
- Trichopteryx annua
- Trichopteryx arundinacea
- Trichopteryx barbata